# Microtus thomasi
Microtus thomasi é uma espécie de roedor da família Cricetidae.
Pode ser encontrada nos seguintes países: possivelmente Albania, Bósnia e Herzegovina, Grécia, República da Macedónia e Sérvia e Montenegro.